# گریت ککپون (ویرجینیای غربی)
گریت ککپون(به انگلیسی: Great Cacapon) شهری در ایالت ویرجینیای غربی کشور ایالات متحده آمریکا است که جمعیت آن در سرشماری سال ۲۰۱۰ میلادی، ۳۸۶ نفر بوده‌است.